# Hanskarl Hoerning
Hanskarl Hoerning (* 28. Dezember 1931 in Leipzig; † 19. Oktober 2021) war ein deutscher Autor, Schauspieler und Kabarettist.

## Leben und Wirken

### Kindheit
Hoerning verbrachte seine Kindheit und Jugend in Leipzig-Sellerhausen, wo er von 1938 bis 1942 die 19. Volksschule besuchte. Es folgte der Wechsel zur Nikolaischule, an der er 1950 sein Abitur ablegte. Neben dem Unterricht gehörte Hoerning der Schultheatergruppe an, die sein Erstlingswerk, ein Heimkehrerdrama, aufführte. Auch trat er als Molières Der Geizige und Lessings Der junge Gelehrte auf.

### Karriere
Kurze Zeit arbeitete er als Malergehilfe, ehe er 1950/51 an der Musikhochschule und 1951 bis 1953 an der Schauspielschule Leipzig studierte. Während des Studiums wirkte er beim Kabarett „Die Stichlinge“ mit. Es folgte 1954 ein erstes Engagement am Theater der Jungen Garde in Halle (Saale). Dort initiierte er die Gründung des Kabaretts „In Teufels Küche“. Während seiner Tätigkeit als Schauspieler am Volkstheater Halberstadt 1954 bis 1956 gründete er in der Spielzeit 1955/1956 mit seinem Kollegen Klaus Mertens das Kabarett „Halberstädter Würstchen“. Nach Gastspielen in Staßfurt und kurzem Debüt am Theater Eisleben wechselte er noch in der Spielzeit 1957/58 zum Rundfunk-Kabarett „Tandaradei“, das aber nur anderthalb Jahre existierte.
Bei der Leipziger Pfeffermühle wirkte er ab 1958 als Autor und Darsteller bis 1997. Er betreute Amateurgruppen, lehrte Kabarettgeschichte an der Volkshochschule, schrieb mit Jürgen Hart u. a. für die Sendereihe Spaßvögel Texte, führte von 1976 bis 1979 sein Programm Der Brettldozent, ab 1984 Scherz mit Vieren und kurze Zeit mit Christoph Rueger das Cabaret am Naschmarkt auf. Er war Redakteur beim Kulturmagazin Treffpunkt Leipzig, beim Sächsischen Tageblatt und des neu aufgelegten Humorblattes Der (kleine) Drache. 1988 ehrte er in einer szenischen Lesung Wolfgang Neuss. 2001 bis 2005 trat er in einem Programm zur Erinnerung an Edwin Bormann auf.
Seit 1999 schrieb Hoerning als freier Autor auch für das Schweizer Satiremagazin Nebelspalter.
Hoerning starb unerwartet am 19. Oktober 2021, gut zwei Monate vor einem geplanten Auftritt.

## Werke

### Fernsehfilm
- Zimmerkomödie, Fernsehspiel (Musik: Klaus Fehmel), 1960[6] oder 1963[4][2] DFF
- Ein Kunstwerk, Fernsehspiel nach Tschechow, 1962 DFF